# Savanyú iszaptársulás

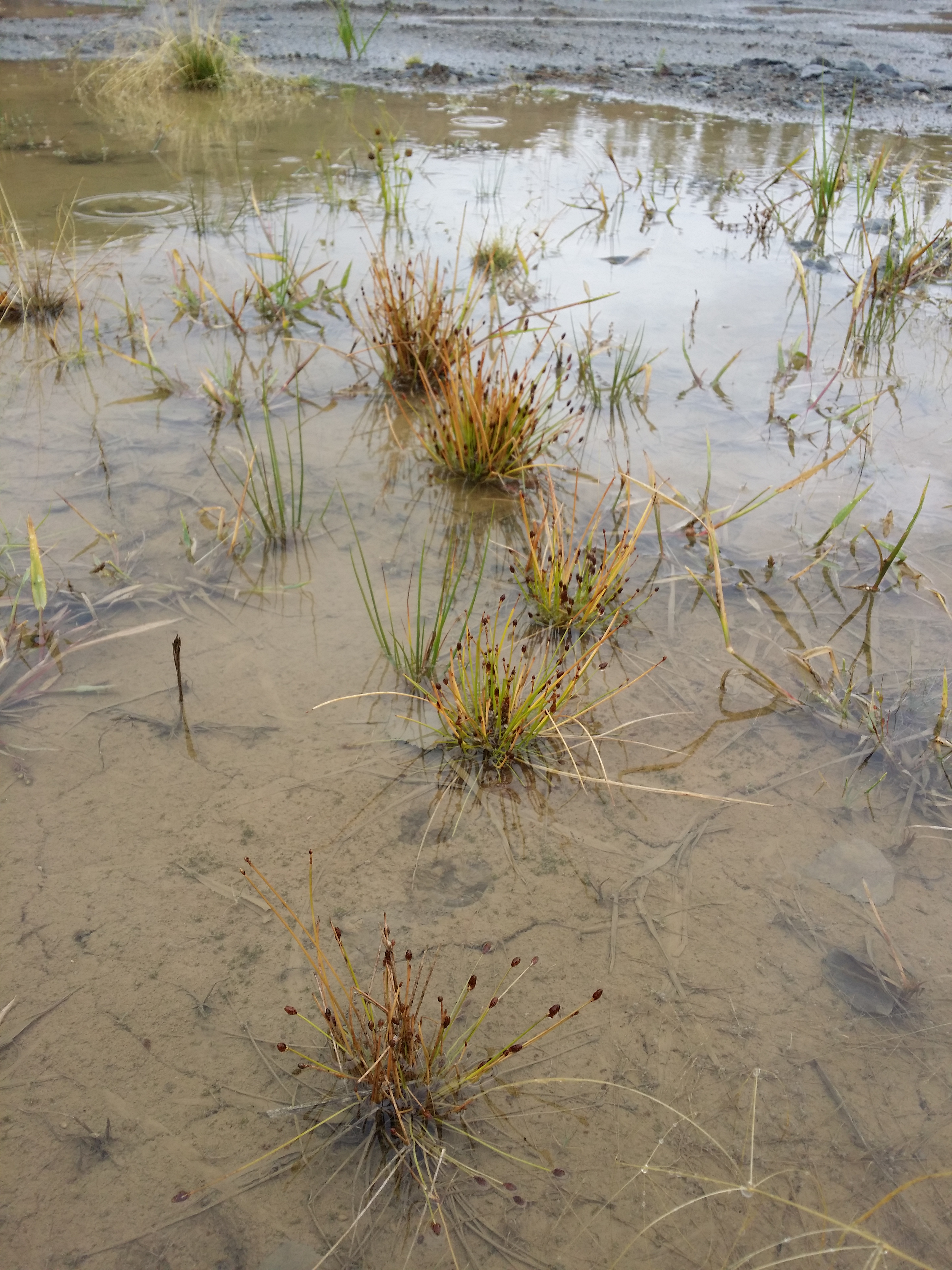
Virágzó Tojásdad csetkáka (Eleocharis ovata)

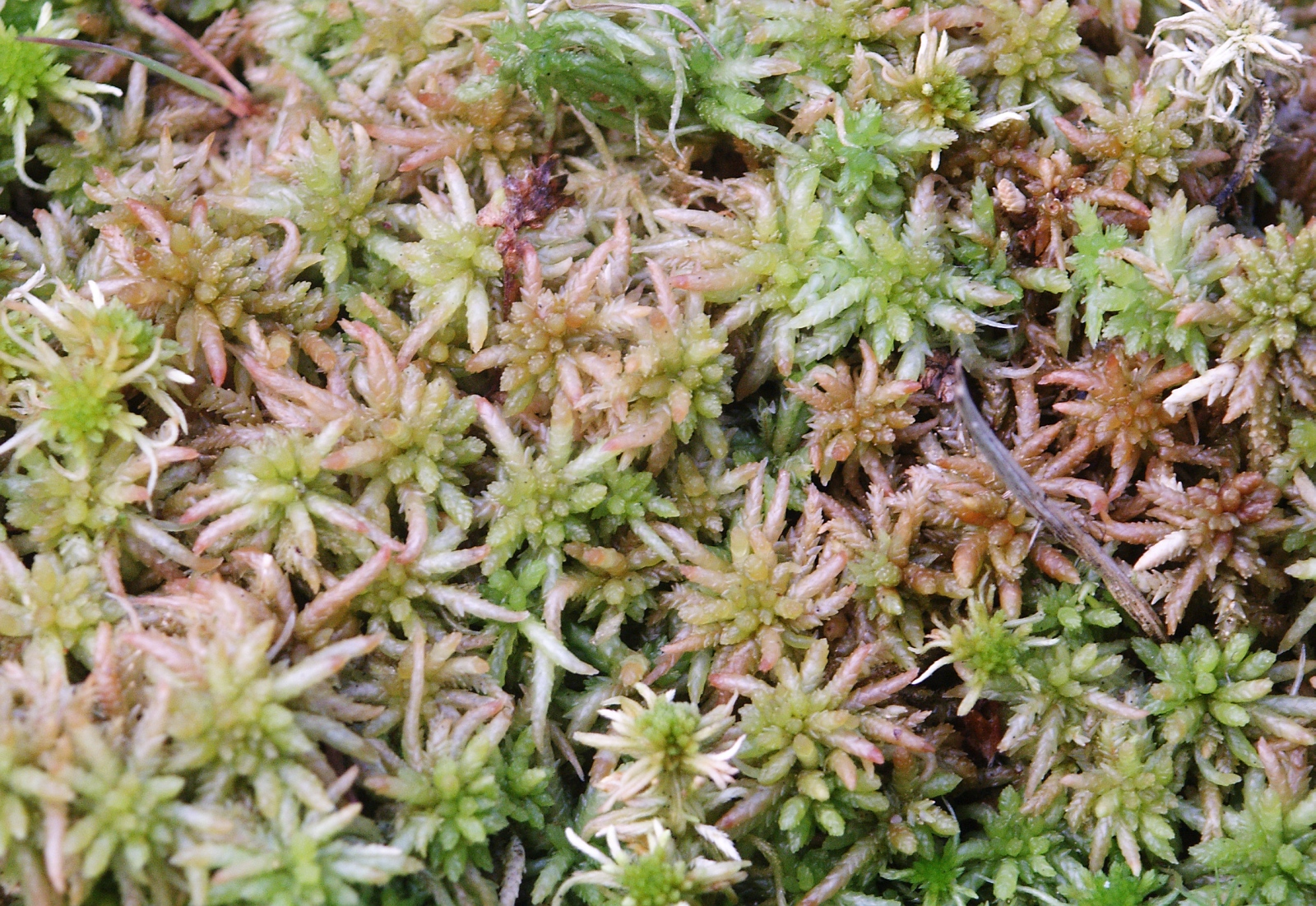
Csónakos tőzegmoha (Sphagnum palustre)

A savanyú iszaptársulás (Ranunculo flammulae-Gratioletum Borhidi & Juhász 1985) az atlanti-boreális tóparti gyepek (Isoëto-Litorelletea Br.-Bl. & Vlieger, 1937)  társulástani osztályában a savanyú csetkákások (Eleocharition acicularis)  társulástani csoportjának egyetlen, Magyarországon is növő társulása.

## Elterjedése, előfordulása
Belső-Somogyban, a darányi Nagy-berekben jellemző.

## Szerkezete, karakterfajai
Ez az igen érzékeny, reliktum jellegű, iszaplakó gyeptársulás a savanyú homoktalajú lápok olyan árkaiban tűnik fel, amelyeket tavasszal hosszú időre elönt a sekély víz. A laza szerkezetű gyepből kiemelkednek a csetkáka fajok törpezsombékjai, amelyek közeit amfibikus jellegű, a sekély elárasztást jól tűrő kúszó vagy indás növények töltik ki a talaj nagy részét beborítva.
A virágos növények mellett fontos szerepet játszanak a mohák, amelyek képesek időben meghosszabbítani a termőhely vízellátását. A társulás igen sérülékeny, tehát 1-2 szárazabb év alatt teljesen eltűnik, és csak több év alatt regenerálódik.
Szerkezetalkotó fajai a különféle csetkákák (Eleocharis spp.),:
- sűrű csetkáka (Eleocharis carniolica),
- apró csetkáka (Eleocharis acicularis),
- tojásdad csetkáka (Eleocharis ovata),
- egypelyvás csetkáka (Eleocharis uniglumis),

További jellemző fajai:
- kúszó békaboglárka (Ranunculus flammula),
- heverő orbáncfű (Hypericum humifusum),
- gázlóvirág (Hydrocotyle vulgaris) — ritka, védett faj,
- csikorgófű (Gratiola officinalis) — tömeges, gyepalkotó.

Mohaszintje gyakran dús; elérheti a 20–30%-os borítást. Összetételében forráslápi mohák:
- lápi moha (Aulacomnium palustre),
- Sendtner-sarlósmoha (Drepanocladus sendtneri) és

tőzegmohák:
- csónakos tőzegmoha (Sphagnum palustre),
- lágy tőzegmoha (Sphagnum platyphyllum)[1]

egyaránt szerepelnek.